# Kabien
Kabien ist eine kleine Küstenstadt in der New Ireland Province auf der zu Papua-Neuguinea gehörenden Insel Neuirland. Die Siedlung liegt im Norden der Insel auf einer ebenfalls Kabien genannten Halbinsel an der der Bismarcksee zugewandten Seite.
Kabien war bereits während der deutschen Kolonialzeit bekannt und es existierte ein Handelsposten in der Siedlung.
Die Umgebung ist von Plantagenwirtschaft geprägt.